# Rio Bretelin
O Rio Bretelin é um rio da Romênia afluente do Rio Herepeia, localizado no distrito de Hunedoara.